# Atlanta Vision
Gli Atlanta Vision sono stati una franchigia di pallacanestro della ABA 2000, con sede ad Atlanta, Georgia.
Debuttarono come Atlanta Mustangs nel 2004-05, ma già durante la prima stagione cambiarono il nome in Atlanta Vision.
Sono scomparsi dopo la stagione 2008-09.

## Stagioni
| Stagione | Lega     | Denominazione           | V  | P  | %    | Piazzamento | Play-off                 |
| -------- | -------- | ----------------------- | -- | -- | ---- | ----------- | ------------------------ |
| 2004-05  | ABA 2000 | Atlanta Mustangs/Vision | 5  | 13 | 27,8 | 8º          | -                        |
| 2005-06  | ABA 2000 | Atlanta Vision          | 15 | 7  | 68,2 | 2º          | Semifinale di conference |
| 2006-07  | ABA 2000 | Atlanta Vision          | 9  | 15 | 37,5 | 3º          | -                        |
| 2007-08  | ABA 2000 | Atlanta Vision          | 6  | 2  | 75,0 | 1º          | Semifinale di conference |
| 2008-09  | ABA 2000 | Atlanta Vision          | 1  | 5  | 16,7 | 5º          | -                        |